# Дельфиновые чайки
Дельфиновые чайки (лат. Leucophaeus) — небольшой род птиц среднего размера из семейства чайковых, обитающих в Новом Свете. До недавнего времени виды из этого рода входили в состав рода чаек.

## Этимология
Научное название рода происходит от двух древнегреческих слов λευκος — белый и φαιος — темный.

## Описание
Большинство видов имеют тёмное оперение, обычно с белыми полумесяцами над и под глазами.
Длина тела — 32-55 см, размах крыльев — 87-110 см, масса тела — 203—524 г..

## Классификация
Международный союз орнитологов выделяет пять видов:
- Leucophaeus atricilla — Ацтекская чайка, или смеющаяся чайка, или атлантический хохотун
- Leucophaeus fuliginosus — Тёмная чайка
- Leucophaeus modestus — Серая чайка
- Leucophaeus pipixcan — Франклинова чайка
- Leucophaeus scoresbii — Магелланова чайка